# Esther (Grillparzer)
Esther ist ein unvollendetes Drama des österreichischen Schriftstellers Franz Grillparzer, das auf dem gleichnamigen biblischen Buch Ester basiert. Wie auch Die Jüdin von Toledo und Ein Bruderzwist in Habsburg gehört das Fragment Esther zu jenen Werken Grillparzers, die erst in seinem Nachlass gefunden wurden.

## Vorlagen und Vorbilder
Neben der biblischen Vorlage dürfte Grillparzer das Drama La hermosa Ester (1610) von Lope de Vega und die Tragödie Esther (1689) von Jean Baptiste Racine gekannt haben. Ein direkter Einfluss eines der beiden Stücke lässt sich aber in seinem Drama nicht nachweisen.

## Inhaltsangabe
Das Fragment besteht aus den beiden ersten Akten und dem Anfang der ersten Szene des dritten Aktes. Über den Fortgang des Stückes existieren mehrere Pläne, die zum Teil einander widersprechen.
Die Handlung beginnt mit der Verstoßung von Königin Vasthi, was Hofintrigen zur Folge hat. Bei der Suche nach einer Nachfolgerin für die Königin lernt der König die junge Jüdin Esther kennen. Beide finden Gefallen aneinander, aber sie verheimlicht ihm ihre Zugehörigkeit zu den Juden. Ihr Onkel, der Gelehrte Mordechai, lässt den König vor einem Mordanschlag von Vasthis Anhängern warnen. Hier bricht das Stück ab.

## Zur Handlung
Im Handlungsablauf folgt Grillparzer der biblischen Vorlage, weicht aber von dieser in der Charakterisierung seiner Figuren, soweit dies erkennbar ist, in wesentlichen Punkten ab, auch, was die Motivation für ihr Verhalten betrifft. Das Geschehen erfährt eine Profanierung, die der Lebendigkeit der Figuren zugutekommt.

## Figurencharakteristik
Auffällig ist, dass im Fragment durchaus Partei für die weiblichen Figuren zu finden ist.
- Königin Vasthi tritt zwar als Person selbst nicht in Erscheinung, doch wird sie von ihrer Vertrauten Zares (Hamans Ehefrau), die über die Verstoßung berichtet, eindeutig als Opfer männlicher Willkür gezeigt.
- Esther ist hier kein demütig frommes Mädchen, das ungefragt zur Königin erhoben wird, sondern reagiert auf die befohlene Zurschaustellung am Hof mit offener Empörung. Im Unterschied zu den anderen jungen Frauen weigert sie sich, um die Gunst des Königs zu werben, tritt stattdessen dem Herrscher ganz unbefangen gegenüber und verwirrt ihn mit ihrer Ehrlichkeit und dem selbstlosen Vorschlag, seine verstoßene Ehefrau wieder in deren alten Rechte einzusetzen. Gerade durch ihre Offenheit fasziniert sie jedoch den König. Als er ihr schließlich den für die neue Königin bestimmten Kranz reicht, ist es gerade seine Unsicherheit – er fürchtet, dass sie ablehnen wird – mit der er sie letztlich für sich gewinnt.[1]

## Zeithistorische Bezüge zur Entstehungszeit
- Nach einer eigenen Aussage Grillparzers soll der Auslöser zu diesem Stück die Eheschließung zwischen dem katholischen Erzherzog Karl von Österreich und der protestantischen Gräfin Henriette von Nassau-Weilburg im Jahr 1815 gewesen sein.[2]
- Breiten Raum nehmen in der Esther die Szenen zwischen den Intriganten am Königshof ein. Es wird gemutmaßt, dass Grillparzer hier tatsächliche Zustände am Hof des Kaisers von Österreich vor Augen gehabt hat.[3]

## Rezeption
Das Fragment wurde erstmals 1863 im Dichterbuch aus Österreich von Emil Kuh veröffentlicht. Die eindringlichen, sentenzreichen Dialoge der erhaltenen Szenen und die packende Handlungsführung haben der Esther, obwohl sie Fragment ist und dazu relativ kurz, große Wertschätzung eingebracht. Das Stück wurde einige Male sogar aufgeführt.

## Sekundärliteratur
- Kindlers Neues Literaturlexikon. Studienausgabe. München, 1988. Bd. 6, S. 892f.